# Zygmunt Czubiński

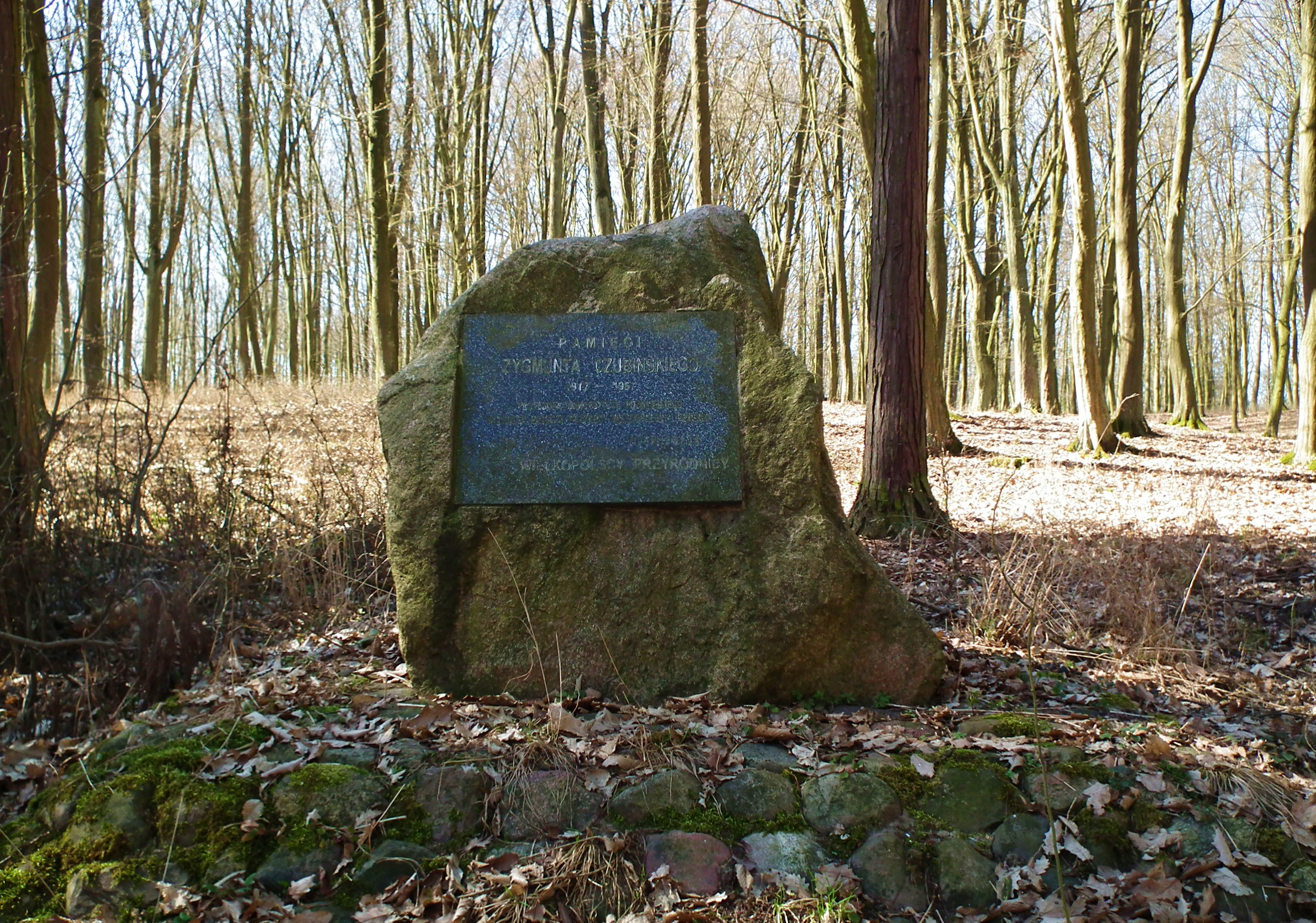
Głaz upamiętniający Zygmunta Czubińskiego w Parku Krajobrazowym Promno (jezioro Drążynek)

Zygmunt Czubiński (ur. 24 czerwca 1912 w Kielcach, zm. 1 lutego 1967 w Poznaniu) – polski botanik, działacz ochrony przyrody, profesor UAM w Poznaniu. Członek PAN, przewodniczący komisji Parków Narodowych i Rezerwatów Przyrody Państwowej Rady Ochrony Przyrody. Redaktor i współredaktor czasopism naukowych ("Prace Komisji Biologicznej PTPN" i "Badania Fizjograficzne nad Polską Zachodnią"). Nauczyciel akademicki, który wykształcił 240 magistrów i 20 doktorów.

## Życiorys
Syn Marcina i Natalii Czubińskich. W latach 1922–1930 uczęszczał do Gimnazjum im. Mikołaja Reja w Kielcach. Po maturze zdanej w maju 1930 rozpoczął studia botaniczne na Wydziale Matematyczno-Przyrodniczym Uniwersytetu Poznańskiego. W 1932 został asystentem wolontariuszem przy Zakładzie Botaniki Ogólnej UP. W 1935 r. uzyskał stopień magistra filozofii w zakresie botaniki na podstawie pracy "Flora briofityczna okolic Promna", za którą został nagrodzony srebrnym medalem Uniwersytetu Poznańskiego. W 1936 został asystentem w Zakładzie Botaniki Ogólnej UP. Podczas okupacji uczył na tajnych kompletach w Kielcach, od 1942 roku w Krakowie. W tym też czasie pracował w Referacie Ochrony Przyrody przy Głównym Wydziale Lasów Generalnego Gubernatorstwa w Krakowie. Po wojnie wrócił do organizowania i wykonywania pracy naukowej w Poznaniu. W 1945 obronił rozprawę doktorską pt. "Szata roślinna torfowisk Pojezierza Brodnickiego", a w 1951 dysertację habilitacyjną pt. "Zagadnienia geobotaniczne Pomorza". W latach 1952–53 profesor Z. Czubiński był prodziekanem Wydziału Biologii i Nauk o Ziemi, a następnie jego dziekanem. 20 grudnia 1954 mianowany profesorem nadzwyczajnym.
W 1960 został członkiem korespondentem PAN.
Zmarł w Poznaniu, gdzie został pochowany 4 lutego 1967 na Cmentarzu komunalnym na Junikowie (pole 11, rząd 8, miejsce 9).

## Publikacje
(wybór)
- Torfowiska mszarne Wielkopolski i ich ochrona.
- Materiały do inwentarza rezerwatów przyrody na Odzyskanych Ziemiach Zachodnich.
- Przyroda żywa Doliny Odry i jej ochrona.
- Zagadnienia geobotaniczne Pomorza.
- O racjonalną sieć rezerwatów przyrody Pomorza.

## Odznaczenia
Za życia uzyskał 4 nagrody ministerialne, odznaczony także Krzyżem Kawalerskim Orderu Odrodzenia Polski.
Pośmiertnie uhonorowany Krzyżem Oficerskim Orderu Odrodzenia Polski.

## Upamiętnienie
Imieniem Zygmunta Czubińskiego nazwano:
- cztery rezerwaty przyrody (m.in. w ramach Wolińskiego Parku Narodowego, rezerwat przyrody Cisów im. prof. Zygmunta Czubińskiego, rezerwat przyrody Brzęki im. Zygmunta Czubińskiego)
- salę wykładową w pawilonie ekspozycyjno-dydaktycznym w Ogrodzie Botanicznym UAM
- ulice w Gdańsku i Zielonej Górze.

Nadleśnictwo Czerniejewo uczciło pamięć głazem narzutowym z tablicą prof. Z. Czubińskiego (Obręb Czerniejewo – oddz. 236)
W rezerwacie przyrody Jezioro Drążynek, będącym fragmentem parku krajobrazowym Promno, ustawiono kamień poświęcony pamięci prof. Zygmunta Czubińskiego, który zbadał florę mszaków tego terenu.
W 2000 r. podczas Walnego Zebrania Członków Oddziału Poznańskiego Polskiego Towarzystwa Botanicznego ustanowiono Medal im. Profesora Zygmunta Czubińskiego. Pomysłodawcą Medalu był prof. Janusz Bogdan Faliński. Medal jest wyróżnieniem honorowym, przyznawanym za wybitne prace naukowe mające charakter regionalnych monografii geobotanicznych, których podstawą jest oryginalna koncepcja naukowa. Po raz pierwszy wyróżnienia wręczono w 2001 roku na Ogólnopolskim Zjeździe PTB w Poznaniu.